# Ernesto Geisel
Ernesto Geisel (Bento Gonçalves, 3 de agosto de 1907 – Rio de Janeiro, 12 de setembro de 1996) foi um político e militar brasileiro. Foi o 29º Presidente do Brasil entre 1974 e 1979, o quarto presidente da Ditadura Militar Brasileira.
Filho de imigrantes luteranos alemães, estudou no Colégio Martin Luther de Estrela e no Colégio Militar de Porto Alegre. Em seguida, foi para o Rio de Janeiro, formando-se aspirante a oficial de Artilharia na Escola Militar de Realengo, atual Academia Militar das Agulhas Negras. Ingressou na carreira política ao ser nomeado chefe da Casa Militar do governo do Presidente Castelo Branco, em 1964. Fez parte do grupo de militares castelistas que combateram a candidatura do Marechal Costa e Silva à presidência da República. Castelo promoveu-o ainda a General-de-exército em 1966 e nomeou-o Ministro do Superior Tribunal Militar em 1967. No Governo Emílio Médici, tornou-se presidente da Petrobras, enquanto seu irmão Orlando Geisel exercia o cargo de Ministro do Exército. O apoio de Orlando foi decisivo para que Médici o escolhesse como candidato à Presidência. Em 1974, candidatou-se à presidência pela Aliança Renovadora Nacional (ARENA), tendo Adalberto Pereira dos Santos como vice, vencendo com quatrocentos votos (84,04%) a chapa oposicionista de Ulysses Guimarães e Barbosa Lima Sobrinho do MDB, que obteve 76 votos (15,96%).
Assumiu a Presidência do Brasil em 15 de março de 1974. Seu governo foi marcado pelo início de uma abertura política e amenização da repressão imposta pela ditadura militar, mas encontrou fortes oposições de políticos chamados de linha-dura. Durante seu mandato, ficaram marcados os seguintes acontecimentos: a fusão da Guanabara ao Rio de Janeiro, a divisão do Mato Grosso com a criação do Mato Grosso do Sul, reatamento de relações diplomáticas com a República Popular da China, reconhecimento da independência de Angola, realização de acordos nucleares com a Alemanha Ocidental, início do processo de redemocratização do país, extinção do AI-5 e grande adiantamento da construção da Usina Hidrelétrica de Itaipu.
Em sua vida pós-presidência, Geisel manteve influência sobre o Exército ao longo da década de 1980 e, nas eleições presidenciais de 1985, apoiou o candidato oposicionista vitorioso Tancredo Neves, o que levou à diminuição das resistências a Tancredo no meio militar. Foi presidente da Norquisa, holding do setor petroquímico.

## Início de vida
Ernesto Geisel nasceu em Bento Gonçalves, em 3 de agosto de 1907. Seu pai era Wilhelm August Geisel, imigrante alemão luterano, que chegou ao Brasil em 1883, oriundo de Herborn, no estado de Hesse. No Brasil, onde assumiu o nome de Guilherme Augusto Geisel. Sua mãe foi Lydia Beckmann, gaúcha de Teutônia, filha de pais alemães oriundos de Osnabruque, no estado da Baixa Saxônia. Em Bento Gonçalves, onde Geisel nasceu, havia apenas duas famílias de origem alemã - os Geisel e os Dreher - enquanto a maioria da população era composta por imigrantes italianos.
Sobre o contato com os imigrantes italianos locais durante sua infância, Geisel descreveu os contrastes culturais entre a educação estrita e rigorosa que seus pais alemães impunham, em comparação com a liberdade e o modo de vida mais livre que seus amigos italianos tinham, os quais ele admirava. Geisel foi criado numa família luterana (o avô materno era pastor), a qual ele classificava como de classe média baixa, relativamente pobre. Em entrevista, Ernesto Geisel declarou que, em sua infância, entendia e falava o alemão, embora nunca tendo aprendido a ler nesse idioma. Na idade adulta, entendia o idioma, mas falava com dificuldade. Tinha quatro irmãos: Amália, Bernardo, Henrique e Orlando. Passou a infância em Teutônia e Estrela.
Dois de seus irmãos também ingressaram na carreira das armas e tornaram-se generais: Henrique Geisel e Orlando Geisel, que chegou a ser Ministro do Exército durante o governo de Emílio Garrastazu Médici.

## Início de carreira
Ernesto Geisel ingressou no Colégio Militar de Porto Alegre em 1921 e em 1928 formou-se oficial na Escola Militar de Realengo. Participou de ações militares na Revolução de 1930 como tenente. Fez parte das tropas federais que combateram a Revolução Constitucionalista, de 1932.

Família Geisel, 1974

No início dos anos 1930 também desempenhou as funções de secretário de fazenda da Paraíba, quando os tenentes da Revolução de 1930 passaram a ocupar cargos políticos.
Em 1940 Geisel casou com sua prima de primeiro grau, Lucy, com quem teve dois filhos: Orlando e Amália. Orlando, nascido em 1940, morreu atropelado por um trem em 28 de março de 1957 quando Geisel era comandante do 2º Grupo de Canhões Antiaéreos em Quitaúna. A morte de Orlando nunca foi superada por Geisel, que chegou a ficar uma década sem citar o nome do filho. Em agosto de 1986, revendo o acontecimento, Geisel afirmou "Ao longo de minha vida eu fui um infeliz...". Amália, nascida em 1945, morreu em 2022, vítima de um tumor na cabeça.

## Vida política

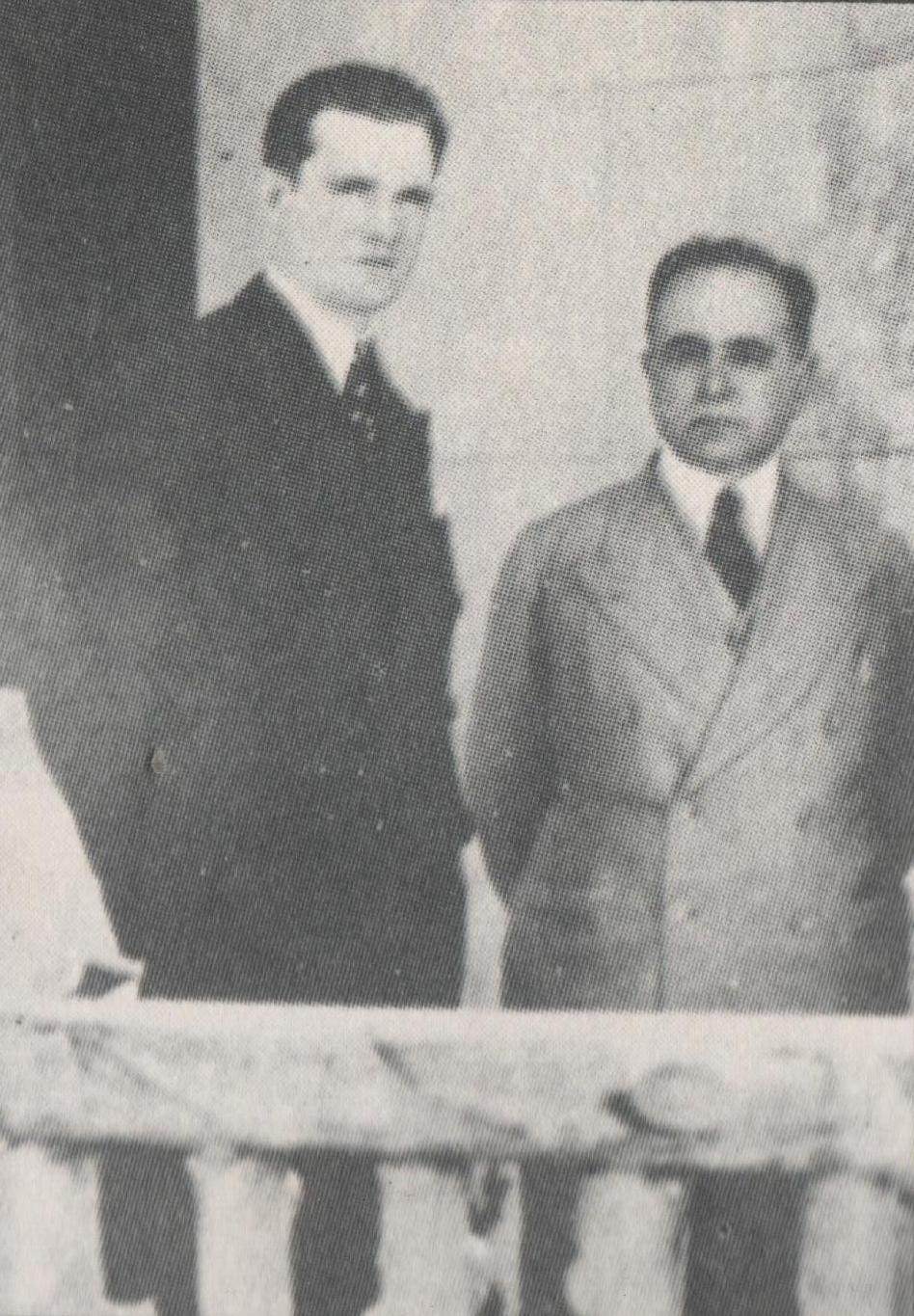
Geisel e Getúlio Vargas. Recife, 1940.

Na década de 1950, Geisel comandou a guarnição de Quitaúna e foi superintendente da refinaria de Cubatão, ambas no estado de São Paulo, e em 1957 foi nomeado como representante do Ministério da Guerra no Conselho Nacional do Petróleo. Durante este período, estreitou suas ligações com o grupo militar que mais tarde seria conhecido como "Sorbonne", ligado à Escola Superior de Guerra.
Em sua gestão na presidência da Petrobras, empresa estatal que deteve até a década de 1990 o monopólio da extração de petróleo no Brasil, concentrou esforços na exploração da plataforma submarina, tendo obtido resultados positivos. Conseguiu acordos no exterior para a pesquisa e firmou convênios com o Iraque, o Egito e o Equador.

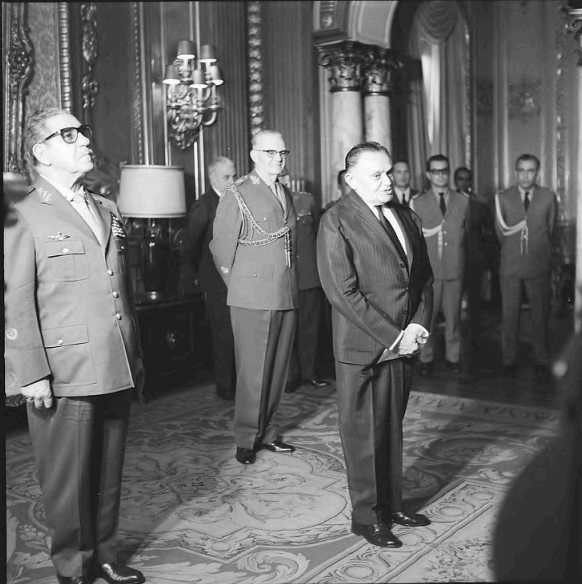
Geisel como Chefe da Casa Militar de Castelo Branco.

Após o Golpe de Estado em 1964, foi nomeado em 15 de abril de 1964, chefe da Casa Militar pelo presidente Castelo Branco, que o encarregou de averiguar denúncias de torturas em unidades militares do Nordeste do Brasil.
Geisel fez parte do grupo de militares "castelistas" que combateram a candidatura do marechal Costa e Silva à presidência da República.
Castello Branco promoveu-o a General de Exército em 1966, e ainda o nomeou ministro do Superior Tribunal Militar em 1967.
Com a posse de Costa e Silva na presidência, Geisel caiu no ostracismo político. No governo de Emílio Médici tornou-se presidente da Petrobras, enquanto seu irmão Orlando Geisel se tornou o ministro do Exército. O apoio do irmão Orlando foi decisivo para que Médici o escolhesse como candidato à Presidência da República para o mandato de 1974-1979.

## Presidente da República
Lançado oficialmente candidato da ARENA à presidência em 18 de junho de 1973, foi eleito presidente com 400 votos, contra 76 do "anticandidato" Ulysses Guimarães, do MDB, em 15 de janeiro de 1974.

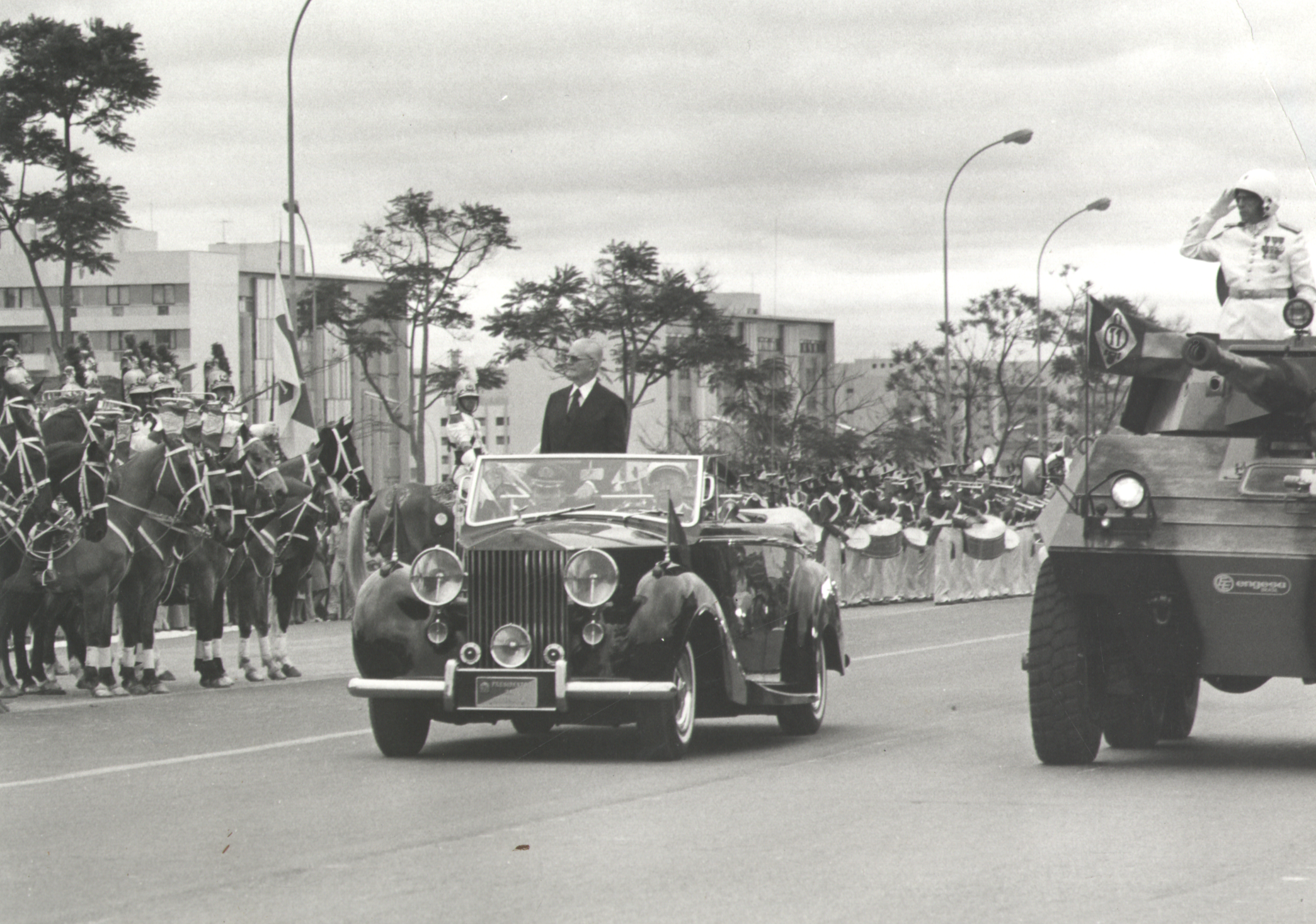
Posse de Ernesto Geisel como Presidente da República, 1974. Arquivo Nacional.

Geisel dedicou-se à abertura política, articulada pelo general Golbery do Couto e Silva, que encontrou resistência nos militares da chamada linha-dura, sendo que o episódio mais dramático foi a demissão do ministro do exército, Sylvio Frota, em 12 de outubro de 1977.
Outro fato marcante foi a exoneração do General Ednardo D'Ávila Mello, comandante do II Exército, após as mortes sob torturas do jornalista Wladimir Herzog, em outubro de 1975, e do metalúrgico Manuel Fiel Filho, em janeiro de 1976, nas dependências do DOI-CODI sob jurisdição do II Exército.
Em dezembro de 1976 ocorreu a Chacina da Lapa, no bairro da Lapa na zona oeste da cidade de São Paulo que visava desarticular o comitê central do PC do B. Entre os órgãos da repressão da ditadura militar que auxiliaram nessa operação estavam o DOPS e DOI-CODI do II Exército, já sob comando do General Dilermando Gomes Monteiro. Essa operação contra o PC do B resultou na morte de três membros do partido e na prisão de outros membros do partido.
Geisel conseguiu fazer seu sucessor João Figueiredo, que continuou a abertura política do país.

#### Principais realizações do Governo Geisel
Estes foram alguns dos principais planos do governo Geisel:
- Anexação da Guanabara pelo Rio de Janeiro em 1975;
- Divisão de Mato Grosso e criação de Mato Grosso do Sul entre 1977 e 1979;
- II Plano Nacional de Desenvolvimento (PND), política desenvolvimentista que ajudou a manter a economia aquecida, o parque industrial em expansão e o nível de empregos após o primeiro choque do petróleo (1973), mas que causou agravamento da dívida externa e dos problemas monetários ocasionadores da hiperinflação das décadas seguintes, legando um estado de recessão já no governo do sucessor João Figueiredo. A concessão de grandes incentivos aos investimentos de capital estrangeiro no país foi outro controverso e capital ponto do II PND. Durante seu governo houve um crescimento de 31,88% do PIB (média de 6,37%) e 19,23% da renda per capita (média de 3,84%),[21] números porém que desaceleraram os conquistados pelo milagre econômico brasileiro (1969–1973). Geisel assumiu com uma inflação em 15,54% e deixou o cargo com 40,81%;[22]
- Inaugurou as primeiras linhas do metrô em São Paulo e no Rio de Janeiro;
- Deu início do processo de redemocratização do país, embora tal processo tenha sofrido alguns retrocessos durante seu governo, como bem exemplifica o Pacote de Abril, em 1977;Posse do presidente Ernesto Geisel e de seu vice Adalberto Pereira dos Santos, em sessão conjunta do Congresso Nacional.

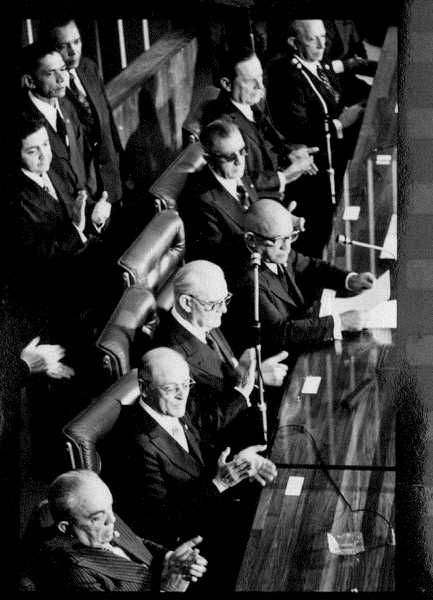
Posse do presidente Ernesto Geisel e de seu vice Adalberto Pereira dos Santos, em sessão conjunta do Congresso Nacional.

- Abertura política do Brasil, sobre a qual Geisel afirmou que a redemocratização seria um processo "lento, gradual e seguro" em seu discurso de posse. Os assassinatos do jornalista Vladimir Herzog e do operário Manoel Fiel Filho em São Paulo, entre o final de 1975 e o início de 1976, apressaram os planos do governo e ocasionaram um enfraquecimento do poder da chamada linha-dura dentro da administração federal, com a demissão, pouco tempo depois das mortes, do general Ednardo D'Ávila Mello, comandante do II Exército, responsável pelas prisões de Herzog e Fiel Filho. No auge da crise institucional, Geisel neutraliza uma tentativa de golpe do general Sylvio Frota, principal expoente da "linha-dura" e tido como um dos favoritos à sua própria sucessão, e termina por exonerá-lo em outubro de 1977;
- Extinguiu o AI-5 e preparou o governo seguinte (João Figueiredo) para realizar a anistia política e a volta dos exilados, mas sem que retomassem seus cargos políticos;
- Autorizou a demolição do Palácio Monroe - episódio polêmico que movimentou interesses diversos e gerou intensas campanhas contra e a favor nos jornais;
- Construiu grande parte da Usina Hidrelétrica de Itaipu;
- Demitiu o ministro do Exército, general Sílvio Frota, isolando o grupo de militares que era contra o processo de abertura política;[23]
- Assinou a Lei nº 6.515, de 28 de junho de 1977, que legalizou o divórcio no Brasil;[24]
- Criação da Dataprev, CODEVASF, BB Tecnologia e Serviços, Nuclep, INAMPS (atual SUS) e Crédito Educativo (atual FIES).

### Política externa
Em política externa, dentro de uma orientação denominada pelo governo de "pragmatismo responsável", procurou ampliar a presença brasileira na África e com os demais países do Terceiro Mundo (incluindo nisso os vizinhos de América Latina), evitando o alinhamento incondicional aos Estados Unidos. Reconheceu de imediato os regimes socialistas portugueses e angolanos que se sucederam após as guerras de independência colonial e o desmonte do poder ditatorial salazarista, bem como reatou relações diplomáticas com a República Popular da China;

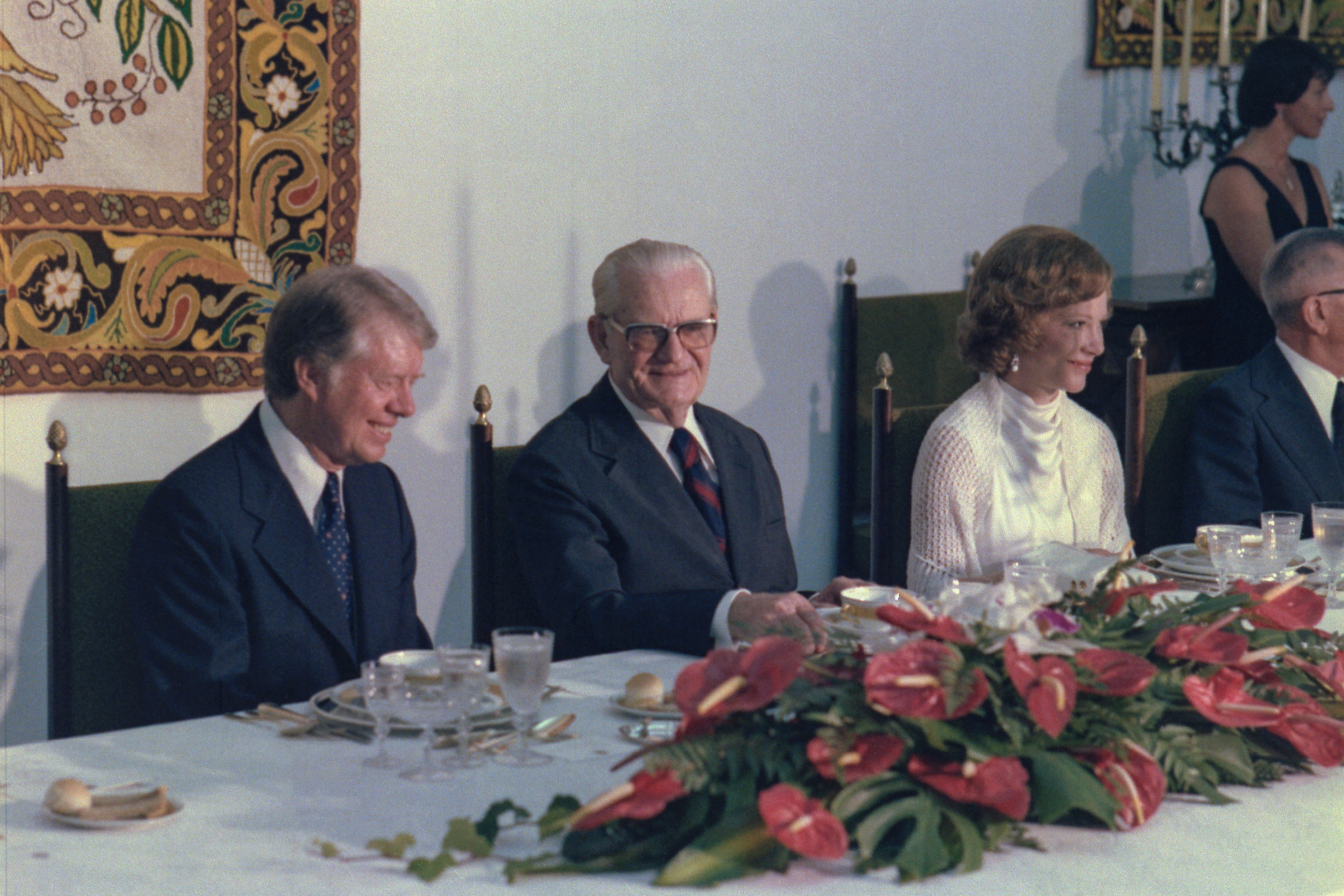
Geisel durante jantar oferecido ao presidente Jimmy Carter, 29 de março de 1978. Ao lado de Geisel a primeira-dama, Rosalynn Carter.

Busca de novas fontes de energia, realizando o Acordo nuclear com a Alemanha, criando os contratos de risco com a Petrobras e incentivando a utilização do álcool como combustível.
O Acordo Militar Brasil-Estados Unidos, assinado em 15 de Março de 1952 sobre assistência militar, estabeleceu "o fornecimento de material norte-americano para o Exército brasileiro em troca de minerais estratégicos", em 11 de março de 1977, o acordo foi denunciado pelo governo do presidente Ernesto Geisel, na esteira da crise diplomática causada em 4 de março de 1977, quando os EUA, entregaram ao Itamaraty um memorando informal e um relatório enviado pelo Departamento de Estado ao Congresso dos EUA avaliando negativamente a situação dos direitos humanos no Brasil, que a partir deste momento gerou uma crise entre os dois países, com isso, o acordo deixou de vigorar um ano depois.

#### Condecorações
Em 1 de junho de 1977 foi agraciado pelo estado português, com o Grande-Colar da Ordem Militar de Sant'Iago da Espada e em 13 de fevereiro de 1979 foi agraciado com o Grande-Colar da Ordem do Infante D. Henrique.

#### Memorando da CIA
Um memorando da CIA afirma que o general conhecia e autorizou a execução de opositores durante a ditadura militar. Esse documento, de 11 de abril de 1974, foi elaborado pelo então diretor da CIA, William Egan Colby, e endereçado ao secretário de Estado dos EUA, Henry Kissinger, tendo sido revelado no Brasil em maio de 2018, pelo pesquisador Matias Spektor, da Fundação Getúlio Vargas, quando foi tornado público pelo governo americano. O texto se refere a um suposto encontro, em 30 de março de 1974, entre Geisel, João Batista Figueiredo, então chefe do Serviço Nacional de Informações, e os generais Milton Tavares de Souza e Confúcio Danton de Paula Avelino, que trabalhavam no Centro de Inteligência do Exército (CIE). O general Milton, segundo o documento, disse que o Brasil não poderia ignorar a "ameaça terrorista e subversiva", e que "os métodos extralegais deveriam continuar a ser empregados contra subversivos perigosos". Além disso, Geisel teria dito ao general Figueiredo que a política deveria continuar, mas que se deveria tomar "muito cuidado para assegurar que apenas subversivos perigosos fossem executados". Ainda conforme o memorando, todas as execuções deveriam ser aprovadas por Figueiredo, sucessor de Geisel até 1985. Partes do documento permanecem em sigilo.
Segundo os dados da Comissão Nacional da Verdade (CNV), 89 pessoas morreram ou desapareceram no Brasil por motivos políticos, a partir de 1º de abril de 1974, a data posterior àquela em que o encontro dos generais teria ocorrido, isto é, desde que Geisel teria autorizado a execução de opositores. Além disso, houve onze pessoas que podem ter morrido ou desaparecido e possivelmente muitos casos que não foram registrados. Conforme o relato divulgado, Geisel pediu para pensar durante o fim de semana de 1974. Então, no dia 1º de abril, ele e Figueiredo decidiram implantar as ações propostas, mas destacaram que apenas "subversivos perigosos" deveriam ser executados. Figueiredo concordou com a consulta ao presidente quando o CIE apreendesse uma pessoa. As informações sobre as vítimas do regime militar estão nos relatórios da CNV, que foi criada para apurar violações de diretos humanos entre 1946 e 1988. A informação agora disponível muda a imagem de Geisel, antes tido como moderado, visto que se pensava que as execuções ocorriam contra a sua vontade.
No entanto, fontes dos Estados Unidos reforçam trecho do memorando da CIA de 1974 no qual o então diretor da agência, William Colby, disse que o Presidente Geisel buscaria ter o controle sobre o principal órgão de repressão do Exército, o CIE (Centro de Informações do Exército). Esse fato efetivamente aconteceu, o que confirma a ação fundamental do Presidente na abertura política.

## Vida após a presidência

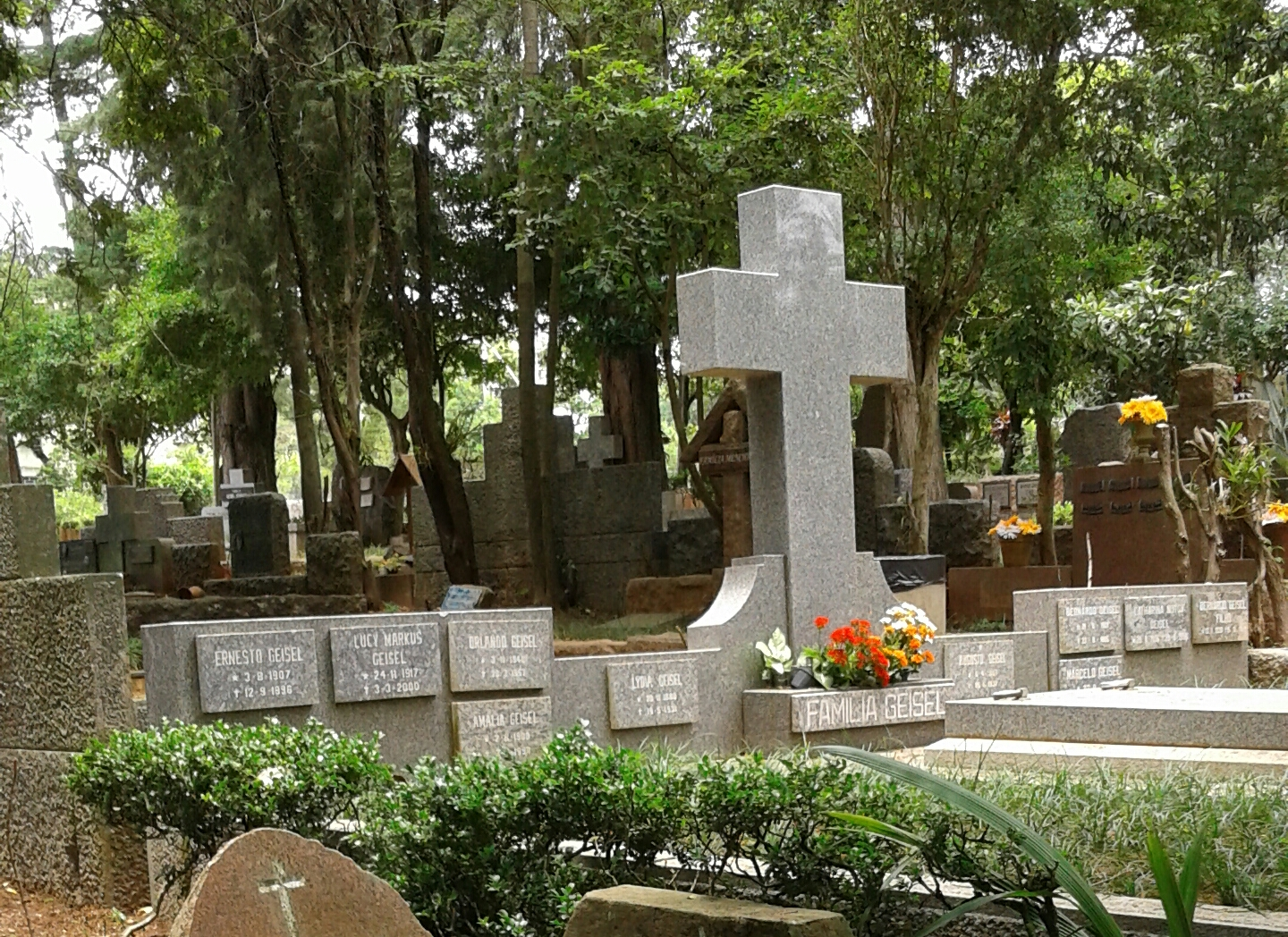
Túmulo de Ernesto e Lucy Geisel no Cemitério Evangélico de Porto Alegre

Como ex-presidente, manteve influência sobre o exército ao longo dos anos 1980, e em 1985, seu apoio à candidatura de Tancredo Neves, nas eleições indiretas daquele ano, derrotando Paulo Maluf. Seu apoio diminuiu as resistências a Tancredo no meio militar. Também exerceu a presidência da Norquisa, holding das empresas que dividiam o controle da Copene com a Petrobras no Polo de Camaçari, e da qual depois passou a presidir o conselho de administração.
Em 1997, a Fundação Getúlio Vargas publicou a transcrição de seu depoimento, no qual narrou sua vida particular, militar e política.
Depois de deixar a presidência, Geisel passou a alternar sua residência entre dois locais: um apartamento no Edifício Debret, no bairro Ipanema, residência na qual morou até a sua morte, e uma granja de sua propriedade na cidade de Teresópolis.
Morte
Ernesto Geisel morreu aos 89 anos, no dia 12 de setembro de 1996, de câncer generalizado. Foi sepultado no Cemitério de São João Batista na cidade do Rio de Janeiro, no ano de 2003 os restos mortais de Ernesto Geisel e Lucy Geisel foram transladados para o Cemitério Evangélico de Porto Alegre.